# Ansprand longobárd király
Ansprand (657/661 körül – 712 júniusa) longobárd király 712-ben.

## Élete
Anprand 688-tól 701-ig Asti hercege volt, majd 701 és 702 között kormányzó Liutpert kiskorúsága idején. Reginpert azonban Novaránál legyőzte és száműzte. Ansprand Theudebert bajor herceghez menekült 702-ben.
711-ben tért vissza száműzetéséből nagy hadsereggel. Sok velencei csatlakozott hozzá, és Pavia közelében vívták meg a döntő ütközetet II. Aripert erőivel. Aripert ugyan túlélte a csatát, de hamarosan a közeli Ticino folyóba fulladt, Ansprandot pedig elismerték az ország kizárólagos királyának.
Ansprand uralkodása nem tartott sokáig, ugyanis még az év folyamán meghalt, trónját pedig egyetlen életben lévő fia, Liutprand örökölte.

## Gyermekei
Ansprand felesége Theodarada négy fiút szült férjének:
- Sigiprand[2] (? – 702/705)
- Liutprand[2] (680 k. – 744 januárja)
- fiú[2]
- Aurona[2] (? – 702 után)

## Eredeti források
- Pauli Historia Langobardorum
- Origo Gentis Langobardorum